# Pakwash Lake
Pakwash Lake är en sjö i Kanada.   Den ligger i Kenora District och provinsen Ontario, i den sydöstra delen av landet, 1 400 km väster om huvudstaden Ottawa. Pakwash Lake ligger 345 meter över havet. Arean är 90 kvadratkilometer. Den sträcker sig 17,9 kilometer i nord-sydlig riktning, och 16,9 kilometer i öst-västlig riktning.
I omgivningarna runt Pakwash Lake växer i huvudsak blandskog. Trakten runt Pakwash Lake är nära nog obefolkad, med mindre än två invånare per kvadratkilometer.